# Hypena vecordialis
Hypena vecordialis là một loài bướm đêm trong họ Erebidae.